# Drosophila novamexicana
Drosophila novamexicana este o specie de muște din genul Drosophila, familia Drosophilidae, descrisă de Patterson în anul 1941. Conform Catalogue of Life specia Drosophila novamexicana nu are subspecii cunoscute.